# Première circonscription de Douai
La première circonscription de Douai était une circonscription législative française que comptait le département du Nord sous la Troisième République de 1876 à 1885, de 1889 à 1919 et de 1928 à 1940.

## La circonscription de 1876 à 1885

### Description géographique et démographique
La première circonscription de Douai était située à la périphérie de l'agglomération douaisienne. Située entre les arrondissements de Lille et de Cambrai, la circonscription est centrée autour de la ville de Douai.  
Elle regroupait les divisions administratives suivantes : canton de Douai-Nord ; canton de Douai-Ouest et le canton de Douai-Sud.

### Historique des députations
| Législature     | Début de mandat | Fin de mandat   | Député élu     | Parti politique     | Observations                                                  |
| --------------- | --------------- | --------------- | -------------- | ------------------- | ------------------------------------------------------------- |
| 1re législature | 20 février 1876 | 20 juin 1877    | Charles Merlin | Gauche républicaine |                                                               |
| 2e législature  | 14 octobre 1877 | 20 janvier 1879 | Charles Merlin | Gauche républicaine | Nommé sénateur, le 5 janvier 1879, par le département du Nord |
| 2e législature  | 6 avril 1879    | 27 octobre 1881 | Casimir Giroud | Centre gauche       |                                                               |
| 3e législature  | 21 août 1881    | 9 novembre 1885 | Casimir Giroud | Centre gauche       |                                                               |

## La circonscription de 1889 à 1919

### Description géographique et démographique
La première circonscription de Douai était située à la périphérie de l'agglomération douaisienne. Située entre les arrondissements de Lille et de Cambrai, la circonscription est centrée autour de la ville de Douai.  
Elle regroupait les divisions administratives suivantes : canton de Douai-Nord ; canton de Douai-Ouest et le canton de Douai-Sud.

## Historique des députations
| Législature     | Début de mandat   | Fin de mandat   | Député élu      | Parti politique               | Observations |
| --------------- | ----------------- | --------------- | --------------- | ----------------------------- | ------------ |
| 5e législature  | 22 septembre 1889 | 14 octobre 1893 | Alfred Trannin  | Républicain antirévisionniste |              |
| 6e législature  | 3 septembre 1893  | 31 mai 1898     | Paul Hayez      | Républicain                   |              |
| 7e législature  | 8 mai 1898        | 31 mai 1902     | François Debève | Républicains progressistes    |              |
| 8e législature  | 11 mai 1902       | 31 mai 1906     | François Debève | Républicains progressistes    |              |
| 9e législature  | 20 mai 1906       | 31 mai 1910     | Charles Goniaux | PSF                           |              |
| 10e législature | 24 avril 1910     | 31 mai 1914     | Charles Goniaux | PSF                           |              |
| 11e législature | 26 avril 1914     | 7 décembre 1919 | Charles Goniaux | PSF                           |              |

## La circonscription de 1928 à 1940

### Description géographique et démographique
La 1re circonscription de Douai était située à la périphérie de l'agglomération douaisienne. Située entre les arrondissements de Lille et de Cambrai, la circonscription est centrée autour de la ville de Douai.  
Elle regroupait les divisions administratives suivantes : canton de Douai-Nord ; canton de Douai-Ouest et le canton d'Orchies.

### Historique des députations
| Législature     | Début de mandat | Fin de mandat   | Député élu      | Parti politique        | Observations                                                                                    |
| --------------- | --------------- | --------------- | --------------- | ---------------------- | ----------------------------------------------------------------------------------------------- |
| 14e législature | 29 avril 1928   | 31 mai 1932     | Charles Goniaux | SFIO                   |                                                                                                 |
| 15e législature | 8 mai 1932      | 31 mai 1936     | Léon Delsart    | Républicains de gauche |                                                                                                 |
| 16e législature | 3 mai 1936      | 21 janvier 1940 | Henri Martel    | PCF                    | Un décret de juillet 1939 a prorogé jusqu'au 31 mai 1942 le mandat des députés élus en mai 1936 |